# Thierry Pallesco
Thierry Pallesco, né à Paris le 18 janvier 1956, est un organiste et compositeur français.

## Biographie
Après des études complètes de piano au conservatoire de Versailles, où il est devenu l'un des assistants de son professeur, Madeleine Chacun, il obtient le Premier Prix d'Excellence de piano du concours Léopold Bellan (1977) ainsi que le Second Prix de piano du Concours Bach-Albert-Lévêque (1976). Il étudie l'orgue avec André Isoir à l'École nationale de musique d'Orsay (Médaille d'Or en 1980), puis avec Rolande Falcinelli au Conservatoire national supérieur de musique de Paris, où il obtient les Premiers Prix d'Harmonie (1980, classe de Roger Boutry), de Contrepoint (1981, classe de Jean-Paul Holstein) et de Fugue (1982, classe de Michel Merlet), puis son Prix d'Orgue en 1983.
Thierry Pallesco a été finaliste du Concours de composition des Amis de l'Orgue en 1984. Depuis, l’intégrale de ses œuvres pour orgue a été publiée en France (Éditions Delatour-France) et en Allemagne (Éditions Heinrichshofen). Privilégiant l'enseignement et la vie de famille, Thierry Pallesco n'a pas donné beaucoup de concerts au cours de sa carrière. On notera cependant quelques concerts parisiens (cathédrale Notre-Dame, église Saint-Germain-des-Prés, temple des Billettes). Il arrêtera définitivement sa carrière de concertiste en 1999 en donnant un ultime récital à Poitiers (église Sainte-Radegonde). Depuis, de grands organistes français et étrangers, notamment l'anglais Kevin Bowyer et l'américain Alistair Reid, ont pris le relais pour interpréter ses œuvres aux États-Unis, en Angleterre, en Écosse, au Canada, en Belgique, en Allemagne, en Italie, en Suède, aux Pays-Bas et en France. Notons aussi qu’en novembre 1988, Thierry Pallesco a eu l’honneur de tenir l’orgue de l’église du Saint-Esprit à Paris, au cours d'une Messe commémorant le vingtième anniversaire de la disparition de Jeanne Demessieux. Cette grande organiste avait été longtemps titulaire de cet orgue avant sa nomination à la tribune de l’église de la Madeleine en 1962. L’Association des Amis de Jeanne Demessieux, présidée à l’époque par Madeleine Chacun, avait demandé à Thierry Pallesco d’interpréter notamment ce jour-là « Dogme » (l’une des « 7 Méditations sur le Saint-Esprit ») et le fameux « Te Deum ».
Thierry Pallesco a été pendant une vingtaine d'années professeur agrégé au département de musicologie de l'Université de Poitiers où il a enseigné l'harmonie. Ancien organiste titulaire du Grand Orgue de la cathédrale de Corbeil-Essonnes, il est aujourd'hui organiste de l'église Saint-Paul de Poitiers.

## Œuvres

### Orgue
- Variations (1980, 5 min 37 s)
- Caprice poétique no 1 (25/03/1982, 2 min 52 s)
- Caprice poétique no 2 (25/06/0982, 3 min 10 s)
- Caprice poétique no 3 (14/07/1982, 3 min 45 s)
- Christ a vaincu la mort (Toccata) (26/01/88, 4 min)
- Harmonies en Paradis (21/02/1988, 3 min 05 s)
- Petite suite (14/04/1989, 18/04/1989 et 08/09/1989, 4 min 53 s)
- Le salut messianique (24/09/1990, 3 min 45 s)
- La Femme de l'Apocalypse (09/09/1977 et 09/1990, 5 min 07 s)
- Évocation (30/08/1990, 4 min 05 s)
- Au commencement... (28/03/1989 et 23/12/1998, 4 min 28 s)
- Vers Toi, Seigneur, j'élève mon âme (31/07/1998, 5 min 02 s)
- Caprice poétique no 4 (31/01/2001, 5 min 23 s)
- Toccata et fugue en Ut# (24/11/1979 et 20-22/04/2001, 7 min 33 s)
- Rhapsodie (07/06/2001, 7 min 47 s)
- Suite en FA (07/07/2001, 15 min)
- Toccata en ré (30/05/2002, 3 min 20 s)
- Paraphrase sur "Hosanna filio David" (16/01/2002, 1 min 25 s)
- Caprice poétique no 5 (29/05/2008, 4 min 40 s)
- Fantaisie (18/01/2013, 4 min 45 s)
- 2 Préludes (10 et 15/02/2013, 2 min 28 s et 2 min 40 s)

### Piano solo et musique de chambre
- 2 Préludes pour piano solo
- Parfums d'enfance (5 petites pièces faciles) pour piano solo
- Divertissement pour trombone et piano
- Sortilèges (Vivace - Lento - Spiritoso, 2013) pour quatuor à cordes

#### Musique chorale
- Hymne à Sainte Radegonde, pour chœur de femmes à 3 voix et orgue (02/11/2012, 5 min 24 s)

### Musique orchestrale
- Prélude pastoral et Fugue, pour piccolo, hautbois et cordes (1979)

### Transcriptions
- Maestoso extrait de la 3e Symphonie avec orgue de Camille Saint-Saëns, transcrit pour orgue seul. Il s'agit d'une version écourtée (début - fugato - coda) de 3 min 15 s.

## Enregistrements sur CD
- CD "The Organ Works of Thierry Pallesco" : 13 œuvres pour orgue de T. Pallesco interprétées sur l’orgue de la cathédrale de Glasgow par Kevin Bowyer (paru en 2014 chez Priory records). Au programme : 5 Caprices poétiques, Le Salut messianique, Rhapsodie, Suite en Fa, La Femme de l'apocalypse, Christ a vaincu la mort, Vers Toi, Seigneur, Variations, et Toccata et fugue en ut#.

- CD Sing to the Lord, the choirs of Portsmouth cathedral (paru en 2009 chez Convivium records) avec comme dernière pièce le Salut Messianique pour orgue de T. Pallesco interprété sur le grand orgue de la cathédrale de Portsmouth par l’organiste Marcus Wibberley.